# Fanny zu Reventlow
Fanny zu Reventlow, także Franziska Gräfin zu Reventlow (ur. 18 maja 1871 w Husum, zm. 26 lipca 1918 w Locarno), właściwie Fanny Liane Wilhelmine Sophie Auguste Adrienne Gräfin zu Reventlow – niemiecka pisarka, malarka, tłumaczka i feministka. Była osobą niekonwencjonalną, bohaterką wielu wydarzeń w kręgu monachijskiej bohemy.

## Życiorys
Urodziła się na zamku w Husum jako piąte dziecko (spośród sześciu) pruskiego landrata Ludwika hr. Reventlow (1824–1893) i jego żony Emilii hr. zu Rantzau (1834–1905).
Po przejściu ojca na emeryturę rodzina zamieszkała 1889 w Lubece.
W autobiograficznej powieści Ellen Olestjerne (1903) wspomina z niechęcią jednoroczny pobyt w pensjonacie dla panien w Turyngii.
W roku 1890 wyprosiła u rodziny zgodę na naukę w prywatnym seminarium nauczycielskim, które ukończyła w roku 1892.
W kręgu przyjaciół zapoznała się z kulturą fin de siècle i dziełami Nietzschego. Gdy jej rodzina dowiedziała się o potajemnej korespondencji miłosnej z Emanuelem Fehlingiem (1873–1932), zmusiła ją do zamieszkania u rodziny pastora w Adelby koło Flensburga, skąd uciekła 1893 do przyjaciół w Hamburgu-Wandsbek. Tam poznała przyszłego narzeczonego, asesora sądowego Waltera Lübke, który sfinansował jej studia malarskie w szkole Antona Ažbego w Monachium, i który został jej mężem w roku 1894. Małżeństwo przetrwało tylko rok i zakończyło się separacją 1895 i rozwodem 1897.
W szkole Antona Ažbego poznała Adolfa Edwarda Hersteina, który został ojcem jej syna Rolfa (1897–1981). Utrzymywała się z tłumaczeń i artykułów w prasie, krótko występowała w teatrze, próbowała też różnych innych zawodów.
W Monachium spotkała wielu wybitnych artystów awangardy, m.in. Friedricha Hucha, Ericha Mühsama, Oskara Panizzę, Rainera Marię Rilkego, Mariannę von Werefkin, Aleksieja Jawleńskiego i Franka Wedekinda. W latach 1903–1909 pisarka przyjaźniła się z aktorem kukiełkowym i malarzem na szkle Bohdanem von Suchockim (1862-po 1955). Z Suchockim i pisarzem, poetą i tłumaczem Franzem Hesselem mieszkała w latach 1903–1906 w domu „Eckhaus” przy Kaulbachstraße 63. Suchocki wyjechał w roku 1907 do Stanów Zjednoczonych, później do Meksyku, Fanny zu Reventlow utrzymywała korespondencję z nim do początku roku 1909.
W październiku 1910 przeniosła się z Monachium do Ascony, gdzie zajęła się pisaniem powieści. Zawarła formalne małżeństwo z kurlandzkim baronem Aleksandrem Rechenberg-Linten, któremu ze względów spadkowych zależało na małżeństwie z osobą o pochodzeniu arystokratycznym.
W roku 1916 zamieszkała w Muralto nad Lago Maggiore. Tam uległa wypadkowi rowerowemu, wskutek którego zmarła w szpitalu w Locarno w wieku 47 lat.